# Brześć Południowy
Brześć Południowy (biał. Брэст-Паўднёвы, ros. Брест-Южный) – węzłowa stacja kolejowa w miejscowości Brześć, w obwodzie brzeskim, na Białorusi. Leży na linii Kijów – Chocisław – Brześć. Rozpoczyna się tu linia do stacji Włodawa.